# Вилијам Џорџ Хорнер
Вилијам Џорџ Хорнер (енгл. William George Horner; Бристол, 1786 — Бат, 22. септембар 1837) је био британски математичар. Изумео је зоетроп 1834. године.